# Parafenylendiamin
Parafenylendiamin (PPD), C6H4(NH2)2, är ett ämne som vid oxidering blir svart. Parafenylendiamin var tidigare förbjudet i Sverige, men har via EU tillåtits. 

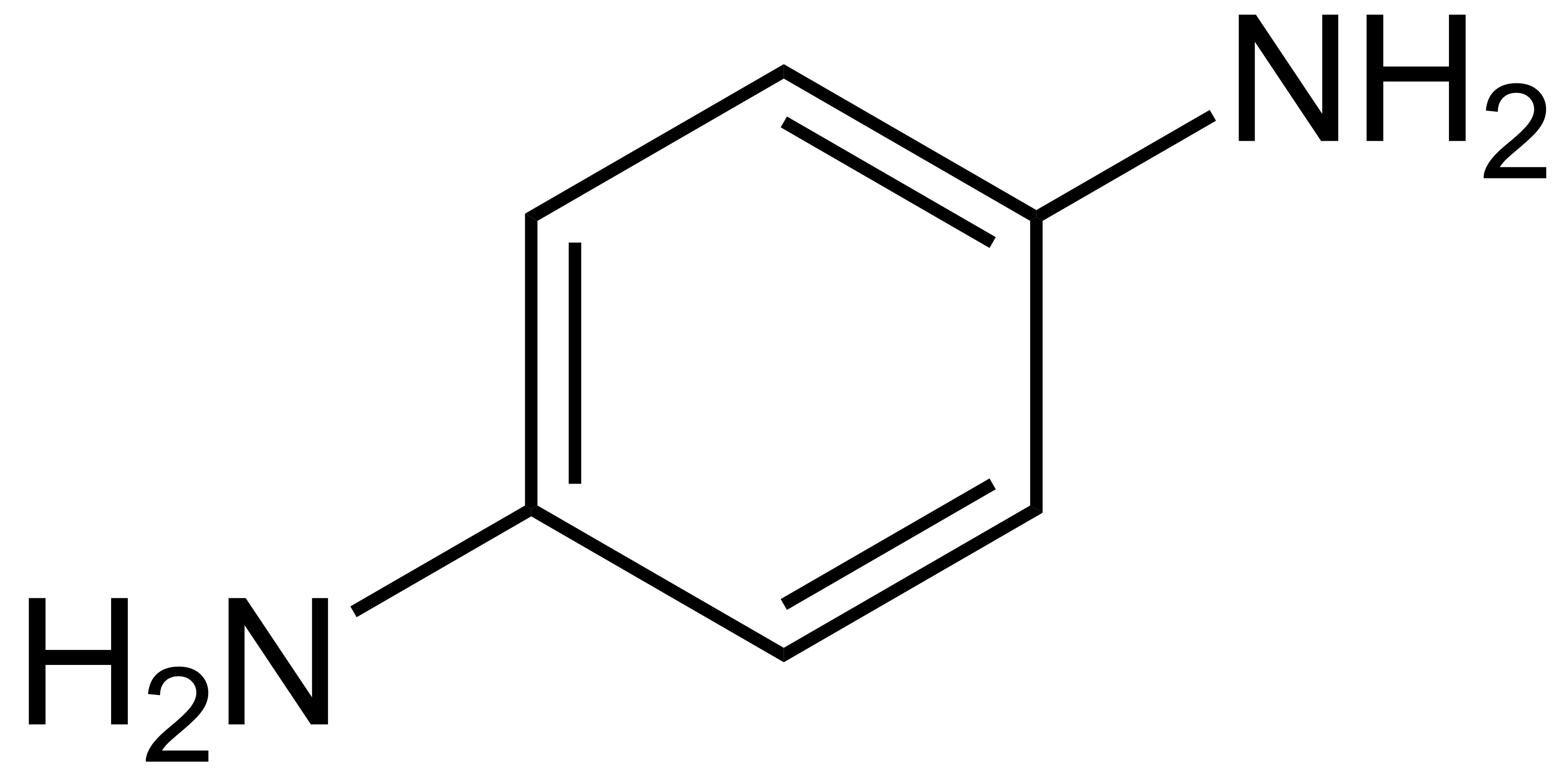
p-fenylendiamin

## Användning
Används i hårfärg, men kan även finnas i mörkfärgade kläder och läder. Ämnet har på senare år aktualiserats genom hennatatueringar och turisttatueringar, där henna blandas med PPD. Genom oxideringen byggs andra potentiella allergener.